# Космос-1099
Космос-1099 је један од преко 2400 совјетских вјештачких сателита лансираних у оквиру програма Космос.
Космос-1099 је лансиран са космодрома Плесецк, СССР, 17. маја 1979. Ракета-носач Р-7 Семјорка (рус. Семёрка) (8К71, НАТО ознака SS-6 Sapwood) са додатим степеном је поставила сателит у орбиту око планете Земље. Маса сателита при лансирању је износила 5500 килограма. Космос-1099 је био осматрачки сателит.